# Vodní kaple Jana Nepomuckého
Vodní kaple Jana Nepomuckého je výklenková kaple na území města Kuřimi v okrese Brno-venkov v Jihomoravském kraji. Je chráněna jako nemovitá kulturní památka České republiky.
Na jižním okraji města se nachází velký lesnatý kopec Kuřimská hora. Na úbočí kopce stojí tato vodní kaple zasvěcená sv. Janu Nepomuckému. Dle zdejší kroniky měla být postavena na začátku 18. století, v roce 1722. Jedná se o malou půlkruhovou stavbu, v jejímž horním výklenku je umístěna socha sv. Jana Nepomuckého. Ve spodním výklenku pak vytéká pramenitá voda.
K přívodu vody pro studánku slouží dřevěná kulatina, která funguje jako přírodní potrubí. V dřívějších dobách nebyly známy dnešní technologie a proto se při stavbě použily po délce provrtávané kmeny stromů, většinou borovic. Potrubí bylo objeveno, když došlo vlivem svozu dřeva při jeho těžbě k odkrytí zeminy z lesní cesty v blízkosti kaple.
Kaple byla odedávna místem konání nejrůznějších pobožností, především pak vždy v den svátku sv. Jana Nepomuckého, kterému je zasvěcena. V padesátých letech však akce nebyly povoleny. Ačkoli se v roce 1972 pokusil místní farář P. Jan Hřebíček o obnovení, okresní tajemník pro věci církevní je písemně zakázal. První pobožnost se tu konala až po pádu komunistického režimu, a to v roce 1990.
Stále se nepovedlo určit, odkud vyvěrá místní pramen. Nejpravděpodobněji však vzniká uvnitř skalního masívu Kuřimské hory. Oproti minulosti došlo u studánky k úbytku vody. Na rozdíl od dřívějších dob, i po silném dešti vytéká voda jen slabým pramenem. Doposud se nezjistilo, jestli k úbytku vody došlo vlivem přírody, či zásahem člověka.